# Tengerisünök
A tengerisünök (Echinoidea) a tüskésbőrűek egyik fiatal osztálya.

## Származásuk, elterjedésük
Körülbelül 1000 fajukat ismerjük; a világ minden tengerében akad belőlük.

## Megjelenésük, felépítésük
Testük gömbölyded. Méretük változatos — legkisebb fajuk, a Clypeasteroida rend Fibulariidae családjába sorolt Echinocyamus scaber mindössze 6 mm hosszú.
A tüskésbőrűekre jellemző meszes, mezodermális eredetű belső vázlemezek ebben az osztályban egységes belső mészvázzá forrtak össze. A mészváz a tengerisünök szimmetrikus váza. Ezen vannak a tüskék és a pedicelláriák, azaz a tüskék között növő fogókarocskák. A mészváz tetején van a végbélnyílás, az alján pedig egy 1–2 cm-es lyuk.
Szájszervük elnevezésére az „Arisztotelész lámpása” nevet használják.

## Életmódjuk, élőhelyük
Egyes fajaik a tenger fenekén mászkálnak, mások homokba, kőbe fúrják magukat. Szájnyílásuk lefelé, végbélnyílásuk fölfelé áll. Moszatokat, szerves törmeléket és állatokat egyaránt esznek.

## Felhasználásuk
A nemi mirigyeikben található eikozapentaénsav szív- és érrendszeri betegségek kezelésére alkalmas.

## Rendszertani felosztásuk
- Euechinoidea
  - Atelostomata
    - Cassiduloida
    - Spatangoida

  - Diadematacea
    - Diadematoida
    - Echinothurioida
    - Pedinoida

  - Echinacea
    - Arbacioida
    - Echinoida
    - Phymosomatoida
    - Salenioida
    - Temnopleuroida

  - Gnathostomata
    - Clypeasteroida
    - Holectypoida
- Perischoechinoidea
  - Cidaroidea
    - Cidaroida

## Képek

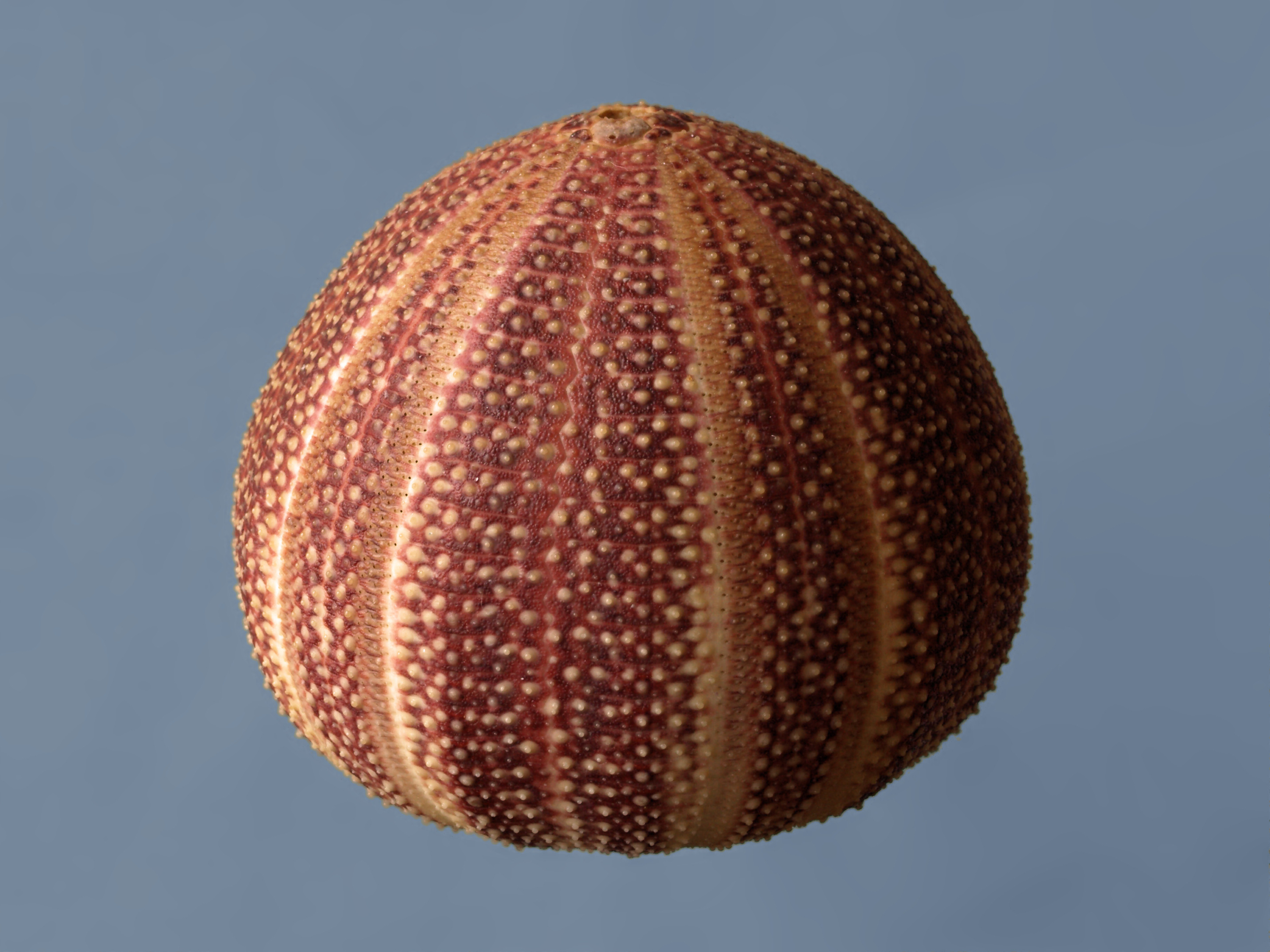
A tengeri sün váza.
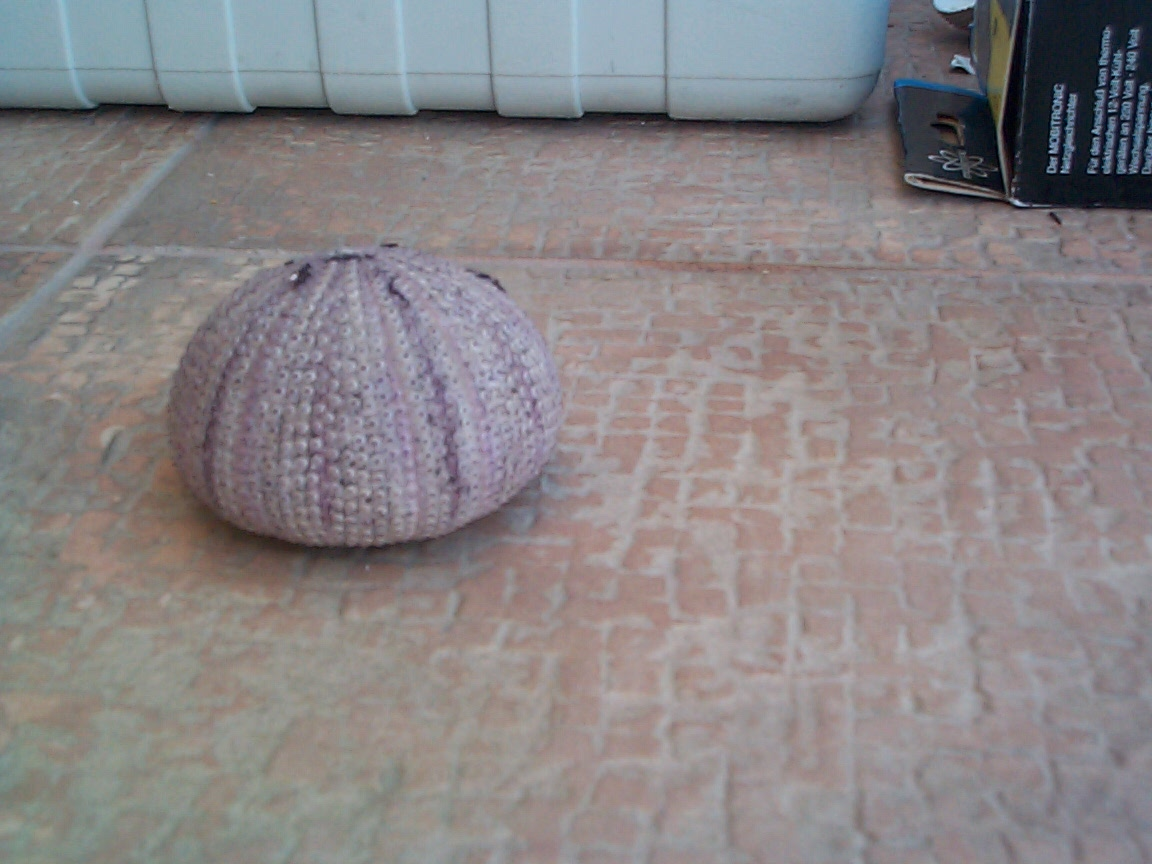
A tengeri sün vázán még van néhány tüske
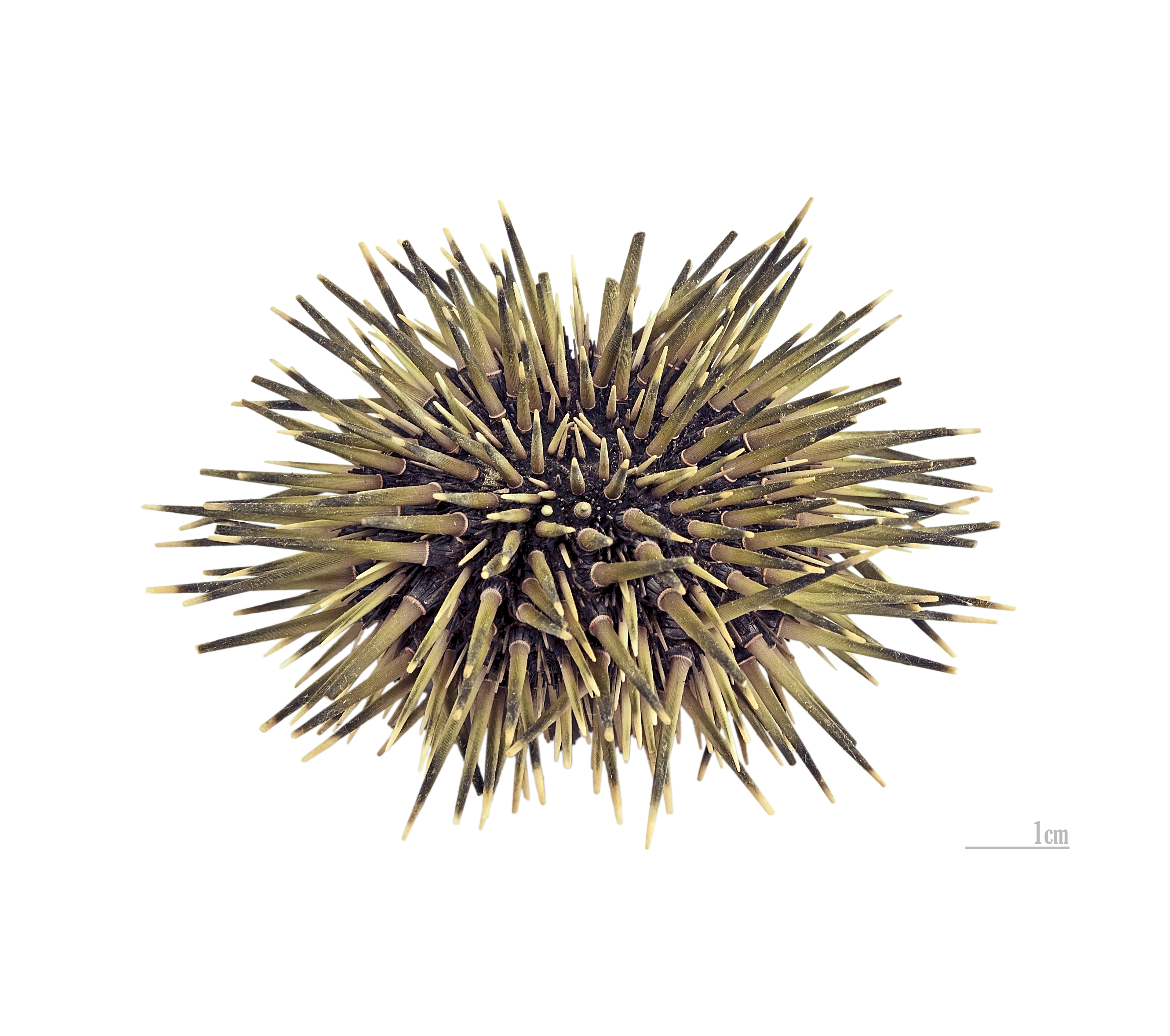
Echinometra mathaei
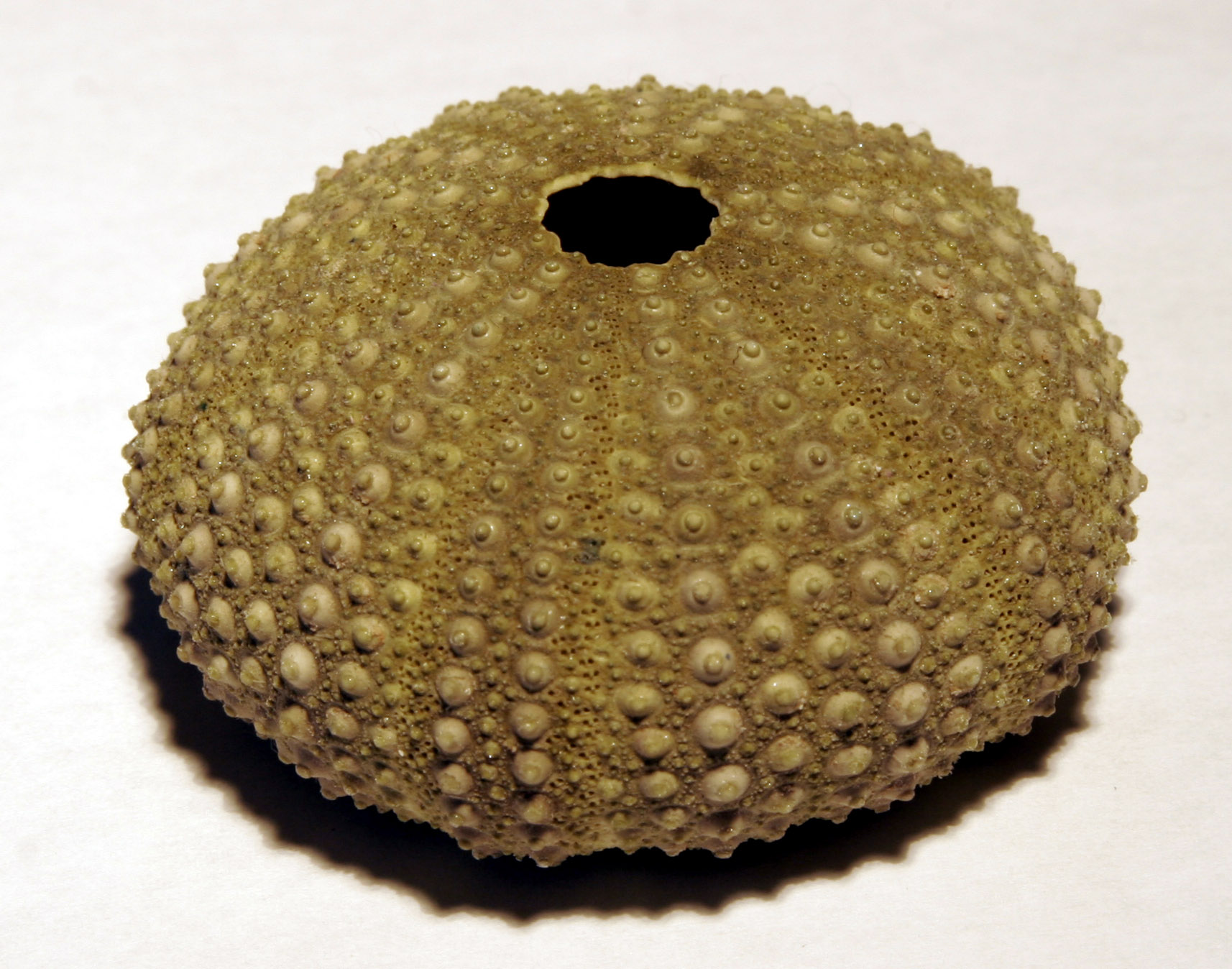
A vázlemezek egységes belső mészvázzá forrtak össze
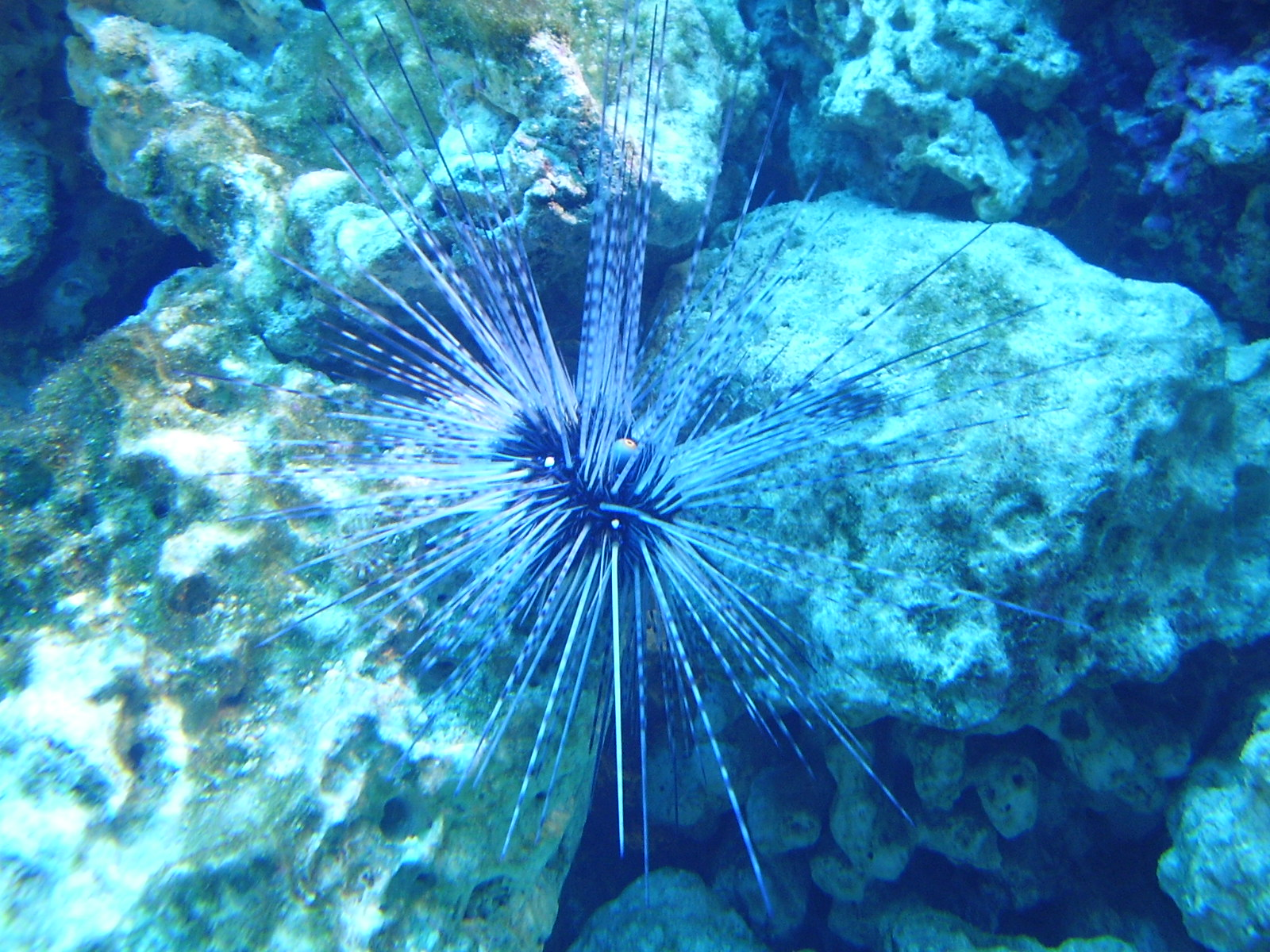
Diadema setosum